# Gonioctena katsuyai
Gonioctena katsuyai là một loài bọ cánh cứng trong họ Chrysomelidae. Loài này được Takizawa miêu tả khoa học năm 2007.